# Colisão de trens em Marşandiz
O acidente ferroviário de Marşandiz ocorreu em 13 dezembro 2018, quando um comboio de passageiros de alta velocidade e uma locomotiva colidiram perto de Yenimahalle na Província de Ankara, Turquia.
Três carruagens do comboio de passageiros descarrilaram na colisão. Três maquinistas e cinco passageiros morreram na cena, e 84 pessoas feriram-se. Um outro passageiro ferido morreu depois, e 34 passageiros, incluindo dois em condição crítica, foram tratados em diversos hospitais.